# Olivier d'Hautpoul
Olivier d'Hautpoul né le 10 février 1782 à Félines-Minervois et mort le 30 janvier 1851 à Paris est un officier supérieur et un peintre français.

## Biographie
Richard Hippolyte Olivier d'Hautpoul-Félines est le fils de Jean Marie Alexandre d'Hautpoul et d'Angélique Lenoir.
Il entame son service militaire en 1801 comme dragon, puis fait les campagnes du nord et de l'Espagne. En 1814, il est capitaine des lanciers. Écuyer de la comtesse d'Artois, il obtiendra le grade de colonel de cavalerie.
En 1842, il épouse Françoise Sophie Causse.
Il meurt à son domicile parisien le 30 janvier 1851. Il est inhumé aux côtés de sa fille Sophie Claire (1828-1896) et de son mari Prosper de Fleury à Paris au cimetière du Père-Lachaise.

## Formation et carrière artistique

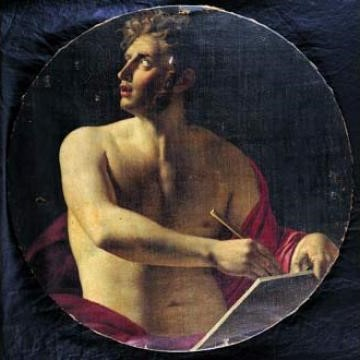
Académie d'homme : un évangéliste (vers 1797), localisation inconnue.

Olivier d'Hautpoul est élève de Jacques-Louis David, et concourt sans succès pour le prix de Rome en 1802 et 1803.
Ses œuvres sont rares. 
Son autoportrait a été présenté en 1913 à l'exposition David et ses élèves au Petit Palais. Il appartenait alors au comte R. de Fleury.
Une académie d'homme, proposée aux enchères le 12 décembre 2005 chez Tajan à Paris (lot 138), comporte une inscription à l'arrière : « Tête d'étude peinte / par le Marquis / Olivier d'Hautpoul / élève de David / vers 1797 / et placée sur cette cheminée en 1876 ».